# Johann Ulrich Walser
Johann Ulrich Walser (* 28. Februar 1798 in Teufen; † 30. März 1866 in Basel; heimatberechtigt in Teufen) war ein Schweizer reformierter Theologe, Pfarrer, Publizist und Politiker aus dem Kanton Appenzell Ausserrhoden.

## Leben
Johann Ulrich Walser war ein Sohn von Johann Jakob Walser, Arzt und Apotheker, und Anna Katharina Eugster. Er besuchte das Gymnasium Schaffhausen. Von 1815 bis 1817 studierte er Theologie in Tübingen. Im Jahr 1818 heiratete er Maria Juliana Hurter, Tochter des Johann Heinrich Hurter, Arzt und Apotheker. Ab 1817 bis 1832 war er Pfarrer in Grub AR und von 1833 bis 1837 in Liestal. Ab 1838 war er Druckereibesitzer und Verleger in Liestal, Reinach BL, Arlesheim und ab 1843 in Birsfelden. Schon in Ausserrhoden war er für seine radikal-demokratischen Ideale, vor allem gegen die Pfarrerschaft und für eine Revision der Kantonsverfassung, publizistisch tätig. Von 1831 bis 1832 amtierte er als Aktuar der Ausserrhoder Landbuchrevisionskommission. 1834 war er Herausgeber und Redaktor des Freien Baselbieters, des Sprachrohrs der Radikalen. 1835 war er Gründer des Basellandschaftlichen Volksblatts und bis 1853 dessen Redaktor. 1846 bis 1849 verlegte er revolutionäre Schriften deutscher Autoren. Von 1850 bis 1851 sass er im Baselbieter Verfassungsrat. Von 1851 bis 1854 und von 1864 bis 1866 war er Mitglied des Landrats. 1851 bis 1854 war er im Gemeinderat von Muttenz und 1863 Sekretär des Verfassungsrats. 1860 siedelte er nach Basel über. Von 1864 bis 1866 war er Mitglied der Kommission der Basellandschaftlichen Kantonalbank. Der kompromisslose Kämpfer gehörte zu den wichtigsten Mitgestaltern des radikalen Aufbruchs in der Schweiz.

## Werke
- Das Ladenstüblein im Lande Utopia. Gedruckt nach der vermuthlichen Erschaffung der Welt im 5781ger Jahr. Stuttgart 1817.
- Entwurf zu einem weltlichen und geistlichen Reglement im Lande Utopia. Verfasst Anno 1821. Gedruckt Anno 1831.
- Ueber Freunde und Feinde. Eine Passionspredigt, gehalten in Grub den 8. Maerz 1829. Trogen 1829.
- (als Hrsg.) Appenzeller-Einfälle. Sammlung. Trogen 1829.
- Das alte und neue Testament, das alte Landbuch, die alten Rechte und Gerechtigkeiten. An’s Licht gezogen von Johann Ulrich Walser, Pfarrer in Grub. Verlag von Meyer und Zuberbühler, Trogen 1831.

## Archive
- Briefe an Gottlieb Büchler im Staatsarchiv Appenzell Ausserrhoden